# Aledo (Múrcia)
Aledo é um município da Espanha na província e comunidade autónoma de Múrcia. Tem 49,74 km² de área e em 2021 tinha 1 083 habitantes (densidade: 21,8 hab./km²).

## Demografia
| Variação demográfica do município entre 1991 e 2004 | Variação demográfica do município entre 1991 e 2004 | Variação demográfica do município entre 1991 e 2004 | Variação demográfica do município entre 1991 e 2004 |
| --------------------------------------------------- | --------------------------------------------------- | --------------------------------------------------- | --------------------------------------------------- |
| 1991                                                | 1996                                                | 2001                                                | 2004                                                |
| 985                                                 | 991                                                 | 1017                                                | 1062                                                |